# 14115 Melaas
14115 Melaas è un asteroide della fascia principale. Scoperto nel 1998, presenta un'orbita caratterizzata da un semiasse maggiore pari a 2,4470790 UA e da un'eccentricità di 0,1904281, inclinata di 3,60026° rispetto all'eclittica.
L'asteroide è dedicato all'insegnante americana Kathleen Melaas.